# Ecuador en la Copa América 2024
La selección de Ecuador fue uno de los 16 equipos participantes en la Copa América 2024, torneo continental que se llevó a cabo entre el 20 de junio y el 14 de julio en los Estados Unidos. Fue la trigésima participación de Ecuador.
Formó parte del Grupo B, junto a México, Venezuela y Jamaica. Avanzó hasta los cuartos de final donde cayó eliminado ante Argentina en la tanda de penaltis.

## Preparación
En la edición anterior de Copa América disputada en Brasil, Ecuador formó parte del Grupo B con Perú, Colombia, Venezuela, y el anfitrión Brasil; terminó en el cuarto lugar del grupo tras empatar tres partidos y perder uno, esto permitió el avance a la siguiente fase correspondiente a cuartos de final donde enfrentó a Argentina y culminó su participación al caer derrotado por 0-3. El máximo anotador fue Ayrton Preciado con dos goles y en todo el campeonato el cuerpo técnico estuvo encabezado por Gustavo Alfaro.
Al iniciar un nuevo proceso eliminatorio rumbo al Mundial 2026 cambió la dirección técnica, esta le fue encargada a Félix Sánchez Bas que venía de entrenar a la selección de Catar en la Copa del Mundo 2022 celebrada en el mismo país. Entre septiembre y noviembre de 2023 se disputaron seis partidos de las clasificatorias mundialistas, dando como resultado tres victorias, dos empates y una derrotada, siendo uno de los mejores arranques en eliminatorias, esto le permitió ubicarse hasta dicha fecha en el quinto puesto debido a una sanción por parte del TAS por el caso Byron Castillo.

### Amistosos previos
| 21 de marzo de 2024 | Ecuador                 | 2:0 (1:0) | Guatemala | Red Bull Arena, Harrison  |                           |
| 19:30 (UTC-5)       | - Yeboah 8' - Plata 86' | Reporte   |           | Árbitro(s): Lukasz Szpala | Árbitro(s): Lukasz Szpala |

| Uniformes | Uniformes |
| --------- | --------- |
|           |           |

| 24 de marzo de 2024 | Italia                          | 2:0 (1:0) | Ecuador | Red Bull Arena, Harrison |                         |
| 15:00 (UTC-5)       | - Pellegrini 3' - Barella 90+4' | Reporte   |         | Árbitro(s): Jon Freeman  | Árbitro(s): Jon Freeman |

| Uniformes | Uniformes |
| --------- | --------- |
|           |           |

| 9 de junio de 2024 | Argentina    | 1:0 (1:0) | Ecuador | Soldier Field, Chicago   |                          |
| 17:00 (UTC-5)      | Di María 40' | Reporte   |         | Árbitro(s): Drew Fischer | Árbitro(s): Drew Fischer |

| Uniformes | Uniformes |
| --------- | --------- |
|           |           |

| 12 de junio de 2024 | Ecuador                                             | 3:1 (2:0) | Bolivia      | Subaru Park, Chester      |                           |
| 19:30 (UTC-5)       | - Valencia 18' - Yeboah 25' - J. Caicedo 70' (pen.) | Reporte   | Terceros 88' | Árbitro(s): Lukasz Szpala | Árbitro(s): Lukasz Szpala |

| Uniformes | Uniformes |
| --------- | --------- |
|           |           |

| 16 de junio de 2024 | Ecuador                       | 2:1 (1:1) | Honduras          | Pratt & Whitney Stadium, East Hartford |                            |
| 14:30 (UTC-5)       | - Sarmiento 8' - Hincapié 89' | Reporte   | Róchez 29' (pen.) | Árbitro(s): Ismael Cornejo             | Árbitro(s): Ismael Cornejo |

| Uniformes | Uniformes |
| --------- | --------- |
|           |           |

## Plantel

### Lista de convocados
Entrenador:  Félix Sánchez Bas
| No. | Pos. | Jugador             | Fecha de nacimiento (edad)        | Apa. | Goles | Club                         |
| --- | ---- | ------------------- | --------------------------------- | ---- | ----- | ---------------------------- |
| 1   | POR  | Hernán Galíndez     | 30 de marzo de 1987 (37 años)     | 19   | 0     | C. A. Huracán                |
| 2   | DEF  | Félix Torres        | 11 de enero de 1997 (27 años)     | 33   | 5     | S. C. Corinthians P.         |
| 3   | DEF  | Piero Hincapié      | 9 de enero de 2002 (22 años)      | 33   | 2     | Bayer 04 Leverkusen          |
| 4   | DEF  | Joel Ordóñez        | 21 de abril de 2004 (20 años)     | 2    | 0     | C. Brujas                    |
| 5   | MED  | José Cifuentes      | 12 de marzo de 1999 (25 años)     | 21   | 0     | Cruzeiro E. C.               |
| 6   | DEF  | Willian Pacho       | 16 de octubre de 2001 (22 años)   | 12   | 2     | Eintracht Fráncfort          |
| 7   | DEF  | Layan Loor          | 23 de mayo de 2001 (23 años)      | 1    | 0     | C. D. Universidad Católica   |
| 8   | MED  | Carlos Gruezo       | 19 de abril de 1995 (29 años)     | 59   | 1     | San Jose Earthquakes         |
| 9   | MED  | John Yeboah         | 23 de junio de 2000 (23 años)     | 3    | 2     | R. K. S. Raków Częstochowa   |
| 10  | MED  | Kendry Páez         | 4 de mayo de 2007 (17 años)       | 9    | 1     | Independiente del Valle      |
| 11  | DEL  | Kevin Rodríguez     | 4 de marzo de 2000 (24 años)      | 13   | 1     | R. Union Saint-Gilloise      |
| 12  | POR  | Moisés Ramírez      | 9 de septiembre de 2000 (23 años) | 6    | 0     | Independiente del Valle      |
| 13  | DEL  | Enner Valencia      | 4 de noviembre de 1989 (34 años)  | 86   | 41    | S. C. Internacional          |
| 14  | DEL  | Alan Minda          | 14 de mayo de 2003 (21 años)      | 4    | 0     | Círculo de Brujas            |
| 15  | MED  | Ángel Mena          | 21 de enero de 1988 (36 años)     | 59   | 8     | C. León                      |
| 16  | DEL  | Jeremy Sarmiento    | 16 de junio de 2002 (22 años)     | 17   | 1     | Ipswich Town F. C.           |
| 17  | DEF  | Ángelo Preciado     | 18 de febrero de 1998 (26 años)   | 39   | 0     | A. C. Sparta Praga           |
| 18  | MED  | Joao Ortiz          | 1 de mayo de 1996 (28 años)       | 9    | 0     | Independiente del Valle      |
| 19  | DEL  | Jordy Caicedo       | 18 de noviembre de 1997 (26 años) | 14   | 3     | Atlas F. C.                  |
| 20  | DEL  | Janner Corozo       | 8 de septiembre de 1995 (28 años) | 4    | 1     | Barcelona S. C.              |
| 21  | MED  | Alan Franco         | 21 de agosto de 1998 (25 años)    | 36   | 1     | C. Atlético Mineiro          |
| 22  | POR  | Alexander Domínguez | 5 de junio de 1987 (37 años)      | 74   | 0     | Liga Deportiva Universitaria |
| 23  | MED  | Moisés Caicedo      | 2 de noviembre de 2001 (22 años)  | 42   | 3     | Chelsea F. C.                |
| 24  | DEF  | José Hurtado        | 23 de diciembre de 2001 (22 años) | 8    | 0     | Red Bull Bragantino          |
| 25  | DEF  | Jackson Porozo      | 4 de agosto de 2000 (23 años)     | 8    | 0     | Kasımpaşa S. K.              |
| 26  | DEF  | Andrés Micolta      | 6 de julio de 1999 (24 años)      | 1    | 0     | C. F. Pachuca                |

## Participación
- Los horarios son correspondientes al huso horario de cada sede.

### Partidos
| Fecha       | Ciudad      | Instancia        | Local     |                      | Resultado          |                      | Visitante |
| ----------- | ----------- | ---------------- | --------- | -------------------- | ------------------ | -------------------- | --------- |
| 22 de junio | Santa Clara | Fase de grupos   | Ecuador   | Bandera de Ecuador   | 1:2 (1:0)          | Bandera de Venezuela | Venezuela |
| 26 de junio | Paradise    | Fase de grupos   | Ecuador   | Bandera de Ecuador   | 3:1 (2:0)          | Bandera de Jamaica   | Jamaica   |
| 30 de junio | Glendale    | Fase de grupos   | México    | Bandera de México    | 0:0                | Bandera de Ecuador   | Ecuador   |
| 4 de julio  | Houston     | Cuartos de final | Argentina | Bandera de Argentina | 1:1 (1:0) (4:2 p.) | Bandera de Ecuador   | Ecuador   |

### Fase de grupos - Grupo B
| Selección | Pts | PJ | PG | PE | PP | GF | GC | Dif |
| --------- | --- | -- | -- | -- | -- | -- | -- | --- |
| Venezuela | 9   | 3  | 3  | 0  | 0  | 6  | 1  | +5  |
| Ecuador   | 4   | 3  | 1  | 1  | 1  | 4  | 3  | +1  |
| México    | 4   | 3  | 1  | 1  | 1  | 1  | 1  | 0   |
| Jamaica   | 0   | 3  | 0  | 0  | 3  | 1  | 7  | –6  |

|  | Clasificados a los cuartos de final. |

#### Ecuador vs. Venezuela
| Jornada 1; 22 de junio | Ecuador       | 1:2 (1:0) | Venezuela               | Levi's Stadium, Santa Clara                                              |                                                                          |
| 15:00 (UTC-7)          | Sarmiento 40' | Reporte   | - Cádiz 64' - Bello 74' | Asistencia: 29 864 espectadores Árbitro(s): Wilmar Roldán VAR: Juan Lara | Asistencia: 29 864 espectadores Árbitro(s): Wilmar Roldán VAR: Juan Lara |

| 22         | Guardameta     | Alexander Domínguez |     |
| 17         | Defensa        | Ángelo Preciado     |     |
| 2          | Defensa        | Félix Torres        |     |
| 6          | Defensa        | Willian Pacho       |     |
| 3          | Defensa        | Piero Hincapié      |     |
| 21         | Centrocampista | Alan Franco         | 79' |
| 23         | Centrocampista | Moisés Caicedo      |     |
| 9          | Centrocampista | John Yeboah         | 35' |
| 10         | Centrocampista | Kendry Páez         | 79' |
| 16         | Centrocampista | Jeremy Sarmiento    | 62' |
| 13         | Delantero      | Enner Valencia      |     |
| Entrenador | Entrenador     | Félix Sánchez Bas   |     |

| 22         | Guardameta     | Rafael Romo           |       |
| 21         | Defensa        | Alexander González    |       |
| 2          | Defensa        | Nahuel Ferraresi      |       |
| 3          | Defensa        | Yordan Osorio         |       |
| 15         | Defensa        | Miguel Navarro        |       |
| 13         | Centrocampista | José Martínez         |       |
| 6          | Centrocampista | Yangel Herrera        | 90+2' |
| 11         | Centrocampista | Darwin Machís         | 46'   |
| 18         | Centrocampista | Cristian Cásseres Jr. | 46'   |
| 10         | Centrocampista | Yeferson Soteldo      | 84'   |
| 23         | Delantero      | Salomón Rondón        | 84'   |
| Entrenador | Entrenador     | Fernando Batista      |       |

| 11 | Delantero      | Kevin Rodríguez | 35' |
| 8  | Centrocampista | Carlos Gruezo   | 62' |
| 14 | Delantero      | Alan Minda      | 79' |
| 19 | Delantero      | Jordy Caicedo   | 79' |

| 9  | Delantero      | Jhonder Cádiz      | 46'   |
| 25 | Centrocampista | Eduard Bello       | 46'   |
| 7  | Centrocampista | Jefferson Savarino | 84'   |
| 19 | Delantero      | Eric Ramírez       | 84'   |
| 8  | Centrocampista | Tomás Rincón       | 90+2' |

| Anotado | 40' | Jeremy Sarmiento | 1–0 |

| Anotado | 64' | Jhonder Cádiz | 1–1 |
| Anotado | 74' | Eduard Bello  | 1–2 |

| Amonestado | 29'   | Jeremy Sarmiento |
| Amonestado | 45+1' | Kendry Páez      |

| Amonestado | 31'   | Darwin Machís         |
| Amonestado | 45+3' | Cristian Cásseres Jr. |

| Expulsado | 22' | Enner Valencia |

| Árbitro             | Wilmar Roldán        |
| Árbitros asistentes | Alexander Guzmán     |
| Árbitros asistentes | John León            |
| Cuarto árbitro      | Kevin Ortega         |
| Quinto árbitro      | Michael Orué         |
| VAR                 | Juan Lara            |
| Adicional VAR       | Edson Cisternas      |
| Asesor de árbitros  | Ángel Sánchez        |
| Quality Mánager     | Víctor Hugo Carrillo |

| 22         | Guardameta     | Alexander Domínguez |     |
| 17         | Defensa        | Ángelo Preciado     |     |
| 2          | Defensa        | Félix Torres        |     |
| 6          | Defensa        | Willian Pacho       |     |
| 3          | Defensa        | Piero Hincapié      |     |
| 21         | Centrocampista | Alan Franco         | 79' |
| 23         | Centrocampista | Moisés Caicedo      |     |
| 9          | Centrocampista | John Yeboah         | 35' |
| 10         | Centrocampista | Kendry Páez         | 79' |
| 16         | Centrocampista | Jeremy Sarmiento    | 62' |
| 13         | Delantero      | Enner Valencia      |     |
| Entrenador | Entrenador     | Félix Sánchez Bas   |     |

| 22         | Guardameta     | Rafael Romo           |       |
| 21         | Defensa        | Alexander González    |       |
| 2          | Defensa        | Nahuel Ferraresi      |       |
| 3          | Defensa        | Yordan Osorio         |       |
| 15         | Defensa        | Miguel Navarro        |       |
| 13         | Centrocampista | José Martínez         |       |
| 6          | Centrocampista | Yangel Herrera        | 90+2' |
| 11         | Centrocampista | Darwin Machís         | 46'   |
| 18         | Centrocampista | Cristian Cásseres Jr. | 46'   |
| 10         | Centrocampista | Yeferson Soteldo      | 84'   |
| 23         | Delantero      | Salomón Rondón        | 84'   |
| Entrenador | Entrenador     | Fernando Batista      |       |

| 11 | Delantero      | Kevin Rodríguez | 35' |
| 8  | Centrocampista | Carlos Gruezo   | 62' |
| 14 | Delantero      | Alan Minda      | 79' |
| 19 | Delantero      | Jordy Caicedo   | 79' |

| 9  | Delantero      | Jhonder Cádiz      | 46'   |
| 25 | Centrocampista | Eduard Bello       | 46'   |
| 7  | Centrocampista | Jefferson Savarino | 84'   |
| 19 | Delantero      | Eric Ramírez       | 84'   |
| 8  | Centrocampista | Tomás Rincón       | 90+2' |

| Anotado | 40' | Jeremy Sarmiento | 1–0 |

| Anotado | 64' | Jhonder Cádiz | 1–1 |
| Anotado | 74' | Eduard Bello  | 1–2 |

| Amonestado | 29'   | Jeremy Sarmiento |
| Amonestado | 45+1' | Kendry Páez      |

| Amonestado | 31'   | Darwin Machís         |
| Amonestado | 45+3' | Cristian Cásseres Jr. |

| Expulsado | 22' | Enner Valencia |

| Árbitro             | Wilmar Roldán        |
| Árbitros asistentes | Alexander Guzmán     |
| Árbitros asistentes | John León            |
| Cuarto árbitro      | Kevin Ortega         |
| Quinto árbitro      | Michael Orué         |
| VAR                 | Juan Lara            |
| Adicional VAR       | Edson Cisternas      |
| Asesor de árbitros  | Ángel Sánchez        |
| Quality Mánager     | Víctor Hugo Carrillo |

| Estadísticas      | Bandera de Ecuador | Bandera de Venezuela |
| Tiros             | 9                  | 14                   |
| Tiros a puerta    | 4                  | 5                    |
| Faltas            | 20                 | 14                   |
| Saques de esquina | 3                  | 5                    |
| Penaltis          | 0                  | 0                    |
| Fueras de juego   | 1                  | 3                    |
| Posesión de balón | 34%                | 66%                  |

#### Ecuador vs. Jamaica
| Jornada 2; 26 de junio | Ecuador                                          | 3:1 (2:0) | Jamaica     | Allegiant Stadium, Paradise                                                   |                                                                               |
| 15:00 (UTC-7)          | - Hincapié 13' - Páez 45+4' (pen.) - Minda 90+1' | Reporte   | Antonio 54' | Asistencia: 24 074 espectadores Árbitro(s): Cristián Garay VAR: Nicolás Gallo | Asistencia: 24 074 espectadores Árbitro(s): Cristián Garay VAR: Nicolás Gallo |

| 22         | Guardameta     | Alexander Domínguez |       |
| 17         | Defensa        | Ángelo Preciado     |       |
| 2          | Defensa        | Félix Torres        |       |
| 6          | Defensa        | Willian Pacho       |       |
| 3          | Defensa        | Piero Hincapié      |       |
| 23         | Centrocampista | Alan Franco         |       |
| 21         | Centrocampista | Moisés Caicedo      |       |
| 9          | Centrocampista | John Yeboah         | 64'   |
| 10         | Centrocampista | Kendry Páez         | 88'   |
| 16         | Centrocampista | Jeremy Sarmiento    | 90+5' |
| 11         | Delantero      | Kevin Rodríguez     | 88'   |
| Entrenador | Entrenador     | Félix Sánchez Bas   |       |

| 23         | Guardameta     | Jahmali Waite        |     |
| 6          | Defensa        | Di'Shon Bernard      | 46' |
| 15         | Defensa        | Joel Latibeaudiere   | 84' |
| 5          | Defensa        | Ethan Pinnock        |     |
| 2          | Centrocampista | Dexter Lembikisa     | 88' |
| 17         | Centrocampista | Damion Lowe          | 46' |
| 14         | Centrocampista | Kasey Palmer         |     |
| 22         | Centrocampista | Greg Leigh           |     |
| 11         | Centrocampista | Shamar Nicholson     | 83' |
| 10         | Centrocampista | Bobby Decordova-Reid |     |
| 9          | Delantero      | Michail Antonio      |     |
| Entrenador | Entrenador     | Heimir Hallgrímsson  |     |

| 14 | Delantero      | Alan Minda    | 64'   |
| 8  | Centrocampista | Carlos Gruezo | 88'   |
| 19 | Delantero      | Jordy Caicedo | 88'   |
| 20 | Delantero      | Janner Corozo | 90+5' |

| 3  | Defensa        | Michael Hector | 46' |
| 7  | Delantero      | Demarai Gray   | 46' |
| 8  | Delantero      | Kaheim Dixon   | 83' |
| 16 | Centrocampista | Karoy Anderson | 83' |
| 20 | Delantero      | Renaldo Cephas | 88' |

| Anotado         | 13'   | Piero Hincapié | 1–0 |
| Anotado · Penal | 45+4' | Kendry Páez    | 2–0 |
| Anotado         | 90+1' | Alan Minda     | 3–1 |

| Anotado | 54' | Michail Antonio | 2–1 |

| Amonestado | 39'   | Damion Lowe        |
| Amonestado | 49'   | Michael Hector     |
| Amonestado | 80'   | Joel Latibeaudiere |
| Amonestado | 90+4' | Karoy Anderson     |

| Árbitro             | Cristián Garay    |
| Árbitros asistentes | José Retamal      |
| Árbitros asistentes | Juan Serrano      |
| Cuarto árbitro      | Yael Falcón Pérez |
| Quinto árbitro      | Facundo Rodríguez |
| VAR                 | Nicolás Gallo     |
| Adicional VAR       | Derlis López      |
| Asesor de árbitros  | Manuel Bernal     |
| Quality Mánager     | Roberto Silvera   |

| 22         | Guardameta     | Alexander Domínguez |       |
| 17         | Defensa        | Ángelo Preciado     |       |
| 2          | Defensa        | Félix Torres        |       |
| 6          | Defensa        | Willian Pacho       |       |
| 3          | Defensa        | Piero Hincapié      |       |
| 23         | Centrocampista | Alan Franco         |       |
| 21         | Centrocampista | Moisés Caicedo      |       |
| 9          | Centrocampista | John Yeboah         | 64'   |
| 10         | Centrocampista | Kendry Páez         | 88'   |
| 16         | Centrocampista | Jeremy Sarmiento    | 90+5' |
| 11         | Delantero      | Kevin Rodríguez     | 88'   |
| Entrenador | Entrenador     | Félix Sánchez Bas   |       |

| 23         | Guardameta     | Jahmali Waite        |     |
| 6          | Defensa        | Di'Shon Bernard      | 46' |
| 15         | Defensa        | Joel Latibeaudiere   | 84' |
| 5          | Defensa        | Ethan Pinnock        |     |
| 2          | Centrocampista | Dexter Lembikisa     | 88' |
| 17         | Centrocampista | Damion Lowe          | 46' |
| 14         | Centrocampista | Kasey Palmer         |     |
| 22         | Centrocampista | Greg Leigh           |     |
| 11         | Centrocampista | Shamar Nicholson     | 83' |
| 10         | Centrocampista | Bobby Decordova-Reid |     |
| 9          | Delantero      | Michail Antonio      |     |
| Entrenador | Entrenador     | Heimir Hallgrímsson  |     |

| 14 | Delantero      | Alan Minda    | 64'   |
| 8  | Centrocampista | Carlos Gruezo | 88'   |
| 19 | Delantero      | Jordy Caicedo | 88'   |
| 20 | Delantero      | Janner Corozo | 90+5' |

| 3  | Defensa        | Michael Hector | 46' |
| 7  | Delantero      | Demarai Gray   | 46' |
| 8  | Delantero      | Kaheim Dixon   | 83' |
| 16 | Centrocampista | Karoy Anderson | 83' |
| 20 | Delantero      | Renaldo Cephas | 88' |

| Anotado         | 13'   | Piero Hincapié | 1–0 |
| Anotado · Penal | 45+4' | Kendry Páez    | 2–0 |
| Anotado         | 90+1' | Alan Minda     | 3–1 |

| Anotado | 54' | Michail Antonio | 2–1 |

| Amonestado | 39'   | Damion Lowe        |
| Amonestado | 49'   | Michael Hector     |
| Amonestado | 80'   | Joel Latibeaudiere |
| Amonestado | 90+4' | Karoy Anderson     |

| Árbitro             | Cristián Garay    |
| Árbitros asistentes | José Retamal      |
| Árbitros asistentes | Juan Serrano      |
| Cuarto árbitro      | Yael Falcón Pérez |
| Quinto árbitro      | Facundo Rodríguez |
| VAR                 | Nicolás Gallo     |
| Adicional VAR       | Derlis López      |
| Asesor de árbitros  | Manuel Bernal     |
| Quality Mánager     | Roberto Silvera   |

| Estadísticas      | Bandera de Ecuador | Bandera de Jamaica |
| Tiros             | 24                 | 7                  |
| Tiros a puerta    | 4                  | 4                  |
| Faltas            | 8                  | 18                 |
| Saques de esquina | 7                  | 8                  |
| Penaltis          | 1                  | 0                  |
| Fueras de juego   | 2                  | 0                  |
| Posesión de balón | 44%                | 56%                |

#### México vs. Ecuador
| Jornada 3; 30 de junio | México | 0:0     | Ecuador | State Farm Stadium, Glendale                                                 |                                                                              |
| 17:00 (UTC-7)          |        | Reporte |         | Asistencia: 62 595 espectadores Árbitro(s): Mario Escobar VAR: Silvio Trucco | Asistencia: 62 595 espectadores Árbitro(s): Mario Escobar VAR: Silvio Trucco |

| 1          | Guardameta     | Julio González   |     |
| 2          | Defensa        | Jorge Sánchez    |     |
| 3          | Defensa        | César Montes     |     |
| 5          | Defensa        | Johan Vásquez    |     |
| 6          | Defensa        | Gerardo Arteaga  | 90' |
| 17         | Centrocampista | Orbelín Pineda   | 67' |
| 7          | Centrocampista | Luis Romo        | 85' |
| 24         | Centrocampista | Luis Chávez      |     |
| 21         | Delantero      | César Huerta     | 67' |
| 11         | Delantero      | Santiago Giménez |     |
| 9          | Delantero      | Julián Quiñones  | 86' |
| Entrenador | Entrenador     | Jaime Lozano     |     |

| 22         | Guardameta     | Alexander Domínguez |       |
| 17         | Defensa        | Ángelo Preciado     | 90+1' |
| 2          | Defensa        | Félix Torres        |       |
| 6          | Defensa        | Willian Pacho       |       |
| 3          | Defensa        | Piero Hincapié      |       |
| 21         | Centrocampista | Alan Franco         |       |
| 23         | Centrocampista | Moisés Caicedo      |       |
| 10         | Centrocampista | Kendry Páez         | 67'   |
| 16         | Centrocampista | Jeremy Sarmiento    | 76'   |
| 11         | Delantero      | Kevin Rodríguez     | 76'   |
| 13         | Delantero      | Enner Valencia      |       |
| Entrenador | Entrenador     | Félix Sánchez Bas   |       |

| 15 | Delantero      | Uriel Antuna       | 67' |
| 22 | Delantero      | Guillermo Martínez | 67' |
| 14 | Centrocampista | Érick Sánchez      | 85' |
| 16 | Centrocampista | Jordi Cortizo      | 86' |
| 10 | Delantero      | Alexis Vega        | 90' |

| 14 | Delantero      | Alan Minda    | 67'   |
| 8  | Centrocampista | Carlos Gruezo | 76'   |
| 15 | Centrocampista | Ángel Mena    | 76'   |
| 24 | Defensa        | José Hurtado  | 90+1' |

| Amonestado | 6'    | César Montes  |
| Amonestado | 50'   | Jorge Sánchez |
| Amonestado | 73'   | Luis Chávez   |
| Amonestado | 82'   | Johan Vásquez |
| Amonestado | 90+4' | Uriel Antuna  |

| Amonestado | 43' | Moisés Caicedo |

| Árbitro             | Mario Escobar    |
| Árbitros asistentes | Luis Ventura     |
| Árbitros asistentes | Brooke Mayo      |
| Cuarto árbitro      | Tori Penso       |
| Quinto árbitro      | Kathryn Nesbitt  |
| VAR                 | Silvio Trucco    |
| Adicional VAR       | Rodrigo Carvajal |
| Asesor de árbitros  | Gregory Barkey   |
| Quality Mánager     | Gustavo Rossi    |

| 1          | Guardameta     | Julio González   |     |
| 2          | Defensa        | Jorge Sánchez    |     |
| 3          | Defensa        | César Montes     |     |
| 5          | Defensa        | Johan Vásquez    |     |
| 6          | Defensa        | Gerardo Arteaga  | 90' |
| 17         | Centrocampista | Orbelín Pineda   | 67' |
| 7          | Centrocampista | Luis Romo        | 85' |
| 24         | Centrocampista | Luis Chávez      |     |
| 21         | Delantero      | César Huerta     | 67' |
| 11         | Delantero      | Santiago Giménez |     |
| 9          | Delantero      | Julián Quiñones  | 86' |
| Entrenador | Entrenador     | Jaime Lozano     |     |

| 22         | Guardameta     | Alexander Domínguez |       |
| 17         | Defensa        | Ángelo Preciado     | 90+1' |
| 2          | Defensa        | Félix Torres        |       |
| 6          | Defensa        | Willian Pacho       |       |
| 3          | Defensa        | Piero Hincapié      |       |
| 21         | Centrocampista | Alan Franco         |       |
| 23         | Centrocampista | Moisés Caicedo      |       |
| 10         | Centrocampista | Kendry Páez         | 67'   |
| 16         | Centrocampista | Jeremy Sarmiento    | 76'   |
| 11         | Delantero      | Kevin Rodríguez     | 76'   |
| 13         | Delantero      | Enner Valencia      |       |
| Entrenador | Entrenador     | Félix Sánchez Bas   |       |

| 15 | Delantero      | Uriel Antuna       | 67' |
| 22 | Delantero      | Guillermo Martínez | 67' |
| 14 | Centrocampista | Érick Sánchez      | 85' |
| 16 | Centrocampista | Jordi Cortizo      | 86' |
| 10 | Delantero      | Alexis Vega        | 90' |

| 14 | Delantero      | Alan Minda    | 67'   |
| 8  | Centrocampista | Carlos Gruezo | 76'   |
| 15 | Centrocampista | Ángel Mena    | 76'   |
| 24 | Defensa        | José Hurtado  | 90+1' |

| Amonestado | 6'    | César Montes  |
| Amonestado | 50'   | Jorge Sánchez |
| Amonestado | 73'   | Luis Chávez   |
| Amonestado | 82'   | Johan Vásquez |
| Amonestado | 90+4' | Uriel Antuna  |

| Amonestado | 43' | Moisés Caicedo |

| Árbitro             | Mario Escobar    |
| Árbitros asistentes | Luis Ventura     |
| Árbitros asistentes | Brooke Mayo      |
| Cuarto árbitro      | Tori Penso       |
| Quinto árbitro      | Kathryn Nesbitt  |
| VAR                 | Silvio Trucco    |
| Adicional VAR       | Rodrigo Carvajal |
| Asesor de árbitros  | Gregory Barkey   |
| Quality Mánager     | Gustavo Rossi    |

| Estadísticas      | Bandera de México | Bandera de Ecuador |
| Tiros             | 20                | 9                  |
| Tiros a puerta    | 4                 | 3                  |
| Faltas            | 16                | 12                 |
| Saques de esquina | 5                 | 2                  |
| Penaltis          | 0                 | 0                  |
| Fueras de juego   | 2                 | 2                  |
| Posesión de balón | 60%               | 40%                |

### Cuartos de final

#### Argentina vs. Ecuador
| 4 de julio    | Argentina                                             | 1:1 (1:0) (4:2 p.)         | Ecuador                              | NRG Stadium, Houston                                                            |                                                                                 |
| 20:00 (UTC-5) | Li. Martínez 35'                                      | Reporte                    | Rodríguez 90+1'                      | Asistencia: 69 456 espectadores Árbitro(s): Andrés Matonte VAR: Leodán González | Asistencia: 69 456 espectadores Árbitro(s): Andrés Matonte VAR: Leodán González |
|               |                                                       | Tiros desde el punto penal |                                      |                                                                                 |                                                                                 |
|               | - Messi - Álvarez - Mac Allister - Montiel - Otamendi |                            | - Mena - Minda - Yeboah - J. Caicedo |                                                                                 |                                                                                 |

| 23         | Guardameta     | Emiliano Martínez   |       |
| 26         | Defensa        | Nahuel Molina       | 90+5' |
| 13         | Defensa        | Cristian Romero     |       |
| 25         | Defensa        | Lisandro Martínez   | 78'   |
| 3          | Defensa        | Nicolás Tagliafico  |       |
| 7          | Centrocampista | Rodrigo de Paul     |       |
| 20         | Centrocampista | Alexis Mac Allister |       |
| 24         | Centrocampista | Enzo Fernández      | 78'   |
| 15         | Centrocampista | Nicolás González    |       |
| 10         | Delantero      | Lionel Messi        |       |
| 22         | Delantero      | Lautaro Martínez    | 65'   |
| Entrenador | Entrenador     | Lionel Scaloni      |       |

| 22         | Guardameta     | Alexander Domínguez |     |
| 17         | Defensa        | Ángelo Preciado     |     |
| 2          | Defensa        | Félix Torres        |     |
| 6          | Defensa        | Willian Pacho       |     |
| 3          | Defensa        | Piero Hincapié      |     |
| 8          | Centrocampista | Carlos Gruezo       | 79' |
| 21         | Centrocampista | Alan Franco         | 87' |
| 10         | Centrocampista | Kendry Páez         | 76' |
| 23         | Centrocampista | Moisés Caicedo      |     |
| 16         | Centrocampista | Jeremy Sarmiento    | 76' |
| 13         | Delantero      | Enner Valencia      | 80' |
| Entrenador | Entrenador     | Félix Sánchez Bas   |     |

| 9  | Delantero      | Julián Álvarez   | 65'   |
| 3  | Defensa        | Nicolás Otamendi | 78'   |
| 16 | Centrocampista | Giovani Lo Celso | 78'   |
| 4  | Defensa        | Gonzalo Montiel  | 90+5' |

| 14 | Delantero      | Alan Minda      | 76' |
| 11 | Delantero      | Kevin Rodríguez | 76' |
| 9  | Centrocampista | John Yeboah     | 79' |
| 15 | Centrocampista | Ángel Mena      | 80' |
| 19 | Delantero      | Jordy Caicedo   | 87' |

| Anotado | 35' | Lisandro Martínez | 1–0 |

| Anotado | 90+1' | Kevin Rodríguez | 1–1 |

| Lionel Messi        | Fallo de penal (travesaño) | 0:0 |                          |               |
|                     |                            | 0:0 | Fallo de penal (atajado) | Ángel Mena    |
| Julián Álvarez      | Acierto de penal           | 1:0 |                          |               |
|                     |                            | 1:0 | Fallo de penal (atajado) | Alan Minda    |
| Alexis Mac Allister | Acierto de penal           | 2:0 |                          |               |
|                     |                            | 2:1 | Acierto de penal         | John Yeboah   |
| Gonzalo Montiel     | Acierto de penal           | 3:1 |                          |               |
|                     |                            | 3:2 | Acierto de penal         | Jordy Caicedo |
| Nicolás Otamendi    | Acierto de penal           | 4:2 |                          |               |

| Amonestado | 77' | Nicolás González   |
| Amonestado | 81' | Nicolás Tagliafico |

| Amonestado | 30' | Enner Valencia |
| Amonestado | 75' | Moisés Caicedo |

| Árbitro             | Andrés Matonte     |
| Árbitros asistentes | Nicolás Tarán      |
| Árbitros asistentes | Martín Soppi       |
| Cuarto árbitro      | Gustavo Tejera     |
| Quinto árbitro      | Pablo Llarena      |
| VAR                 | Leodán González    |
| Adicionales VAR     | Richard Trinidad   |
| Adicionales VAR     | Christian Ferreyra |
| Asesor de árbitros  | Manuel Bernal      |
| Quality Mánager     | Víctor Carrillo    |

| 23         | Guardameta     | Emiliano Martínez   |       |
| 26         | Defensa        | Nahuel Molina       | 90+5' |
| 13         | Defensa        | Cristian Romero     |       |
| 25         | Defensa        | Lisandro Martínez   | 78'   |
| 3          | Defensa        | Nicolás Tagliafico  |       |
| 7          | Centrocampista | Rodrigo de Paul     |       |
| 20         | Centrocampista | Alexis Mac Allister |       |
| 24         | Centrocampista | Enzo Fernández      | 78'   |
| 15         | Centrocampista | Nicolás González    |       |
| 10         | Delantero      | Lionel Messi        |       |
| 22         | Delantero      | Lautaro Martínez    | 65'   |
| Entrenador | Entrenador     | Lionel Scaloni      |       |

| 22         | Guardameta     | Alexander Domínguez |     |
| 17         | Defensa        | Ángelo Preciado     |     |
| 2          | Defensa        | Félix Torres        |     |
| 6          | Defensa        | Willian Pacho       |     |
| 3          | Defensa        | Piero Hincapié      |     |
| 8          | Centrocampista | Carlos Gruezo       | 79' |
| 21         | Centrocampista | Alan Franco         | 87' |
| 10         | Centrocampista | Kendry Páez         | 76' |
| 23         | Centrocampista | Moisés Caicedo      |     |
| 16         | Centrocampista | Jeremy Sarmiento    | 76' |
| 13         | Delantero      | Enner Valencia      | 80' |
| Entrenador | Entrenador     | Félix Sánchez Bas   |     |

| 9  | Delantero      | Julián Álvarez   | 65'   |
| 3  | Defensa        | Nicolás Otamendi | 78'   |
| 16 | Centrocampista | Giovani Lo Celso | 78'   |
| 4  | Defensa        | Gonzalo Montiel  | 90+5' |

| 14 | Delantero      | Alan Minda      | 76' |
| 11 | Delantero      | Kevin Rodríguez | 76' |
| 9  | Centrocampista | John Yeboah     | 79' |
| 15 | Centrocampista | Ángel Mena      | 80' |
| 19 | Delantero      | Jordy Caicedo   | 87' |

| Anotado | 35' | Lisandro Martínez | 1–0 |

| Anotado | 90+1' | Kevin Rodríguez | 1–1 |

| Lionel Messi        | Fallo de penal (travesaño) | 0:0 |                          |               |
|                     |                            | 0:0 | Fallo de penal (atajado) | Ángel Mena    |
| Julián Álvarez      | Acierto de penal           | 1:0 |                          |               |
|                     |                            | 1:0 | Fallo de penal (atajado) | Alan Minda    |
| Alexis Mac Allister | Acierto de penal           | 2:0 |                          |               |
|                     |                            | 2:1 | Acierto de penal         | John Yeboah   |
| Gonzalo Montiel     | Acierto de penal           | 3:1 |                          |               |
|                     |                            | 3:2 | Acierto de penal         | Jordy Caicedo |
| Nicolás Otamendi    | Acierto de penal           | 4:2 |                          |               |

| Amonestado | 77' | Nicolás González   |
| Amonestado | 81' | Nicolás Tagliafico |

| Amonestado | 30' | Enner Valencia |
| Amonestado | 75' | Moisés Caicedo |

| Árbitro             | Andrés Matonte     |
| Árbitros asistentes | Nicolás Tarán      |
| Árbitros asistentes | Martín Soppi       |
| Cuarto árbitro      | Gustavo Tejera     |
| Quinto árbitro      | Pablo Llarena      |
| VAR                 | Leodán González    |
| Adicionales VAR     | Richard Trinidad   |
| Adicionales VAR     | Christian Ferreyra |
| Asesor de árbitros  | Manuel Bernal      |
| Quality Mánager     | Víctor Carrillo    |

| Estadísticas      | Bandera de Argentina | Bandera de Ecuador |
| Tiros             | 8                    | 9                  |
| Tiros a puerta    | 2                    | 2                  |
| Faltas            | 13                   | 14                 |
| Saques de esquina | 2                    | 5                  |
| Penaltis          | 0                    | 1                  |
| Fueras de juego   | 2                    | 1                  |
| Posesión de balón | 51%                  | 49%                |

## Estadísticas

### Participación de jugadores
| N.° | Pos        | Jugador             | PJ | Minutos jugados | Goles recibidos | Atajos | Tarjetas amarillas | Doble tarjeta amarilla y roja | Tarjetas rojas |
| --- | ---------- | ------------------- | -- | --------------- | --------------- | ------ | ------------------ | ----------------------------- | -------------- |
| 1   | Guardameta | Hernán Galíndez     | 0  | 0               | 0               | 0      | 0                  | 0                             | 0              |
| 12  | Guardameta | Moisés Ramírez      | 0  | 0               | 0               | 0      | 0                  | 0                             | 0              |
| 22  | Guardameta | Alexander Domínguez | 4  | 360             | 4               | 11     | 0                  | 0                             | 0              |

| N.° | Pos            | Jugador          | PJ | Minutos jugados | Goles | Asistencias | Tarjetas Amarillas | Doble tarjeta amarilla y roja | Tarjetas rojas |
| --- | -------------- | ---------------- | -- | --------------- | ----- | ----------- | ------------------ | ----------------------------- | -------------- |
| 2   | Defensa        | Félix Torres     | 4  | 360             | 0     | 0           | 0                  | 0                             | 0              |
| 3   | Defensa        | Piero Hincapié   | 4  | 360             | 1     | 0           | 0                  | 0                             | 0              |
| 4   | Defensa        | Joel Ordóñez     | 0  | 0               | 0     | 0           | 0                  | 0                             | 0              |
| 5   | Centrocampista | José Cifuentes   | 0  | 0               | 0     | 0           | 0                  | 0                             | 0              |
| 6   | Defensa        | Willian Pacho    | 4  | 360             | 0     | 0           | 0                  | 0                             | 0              |
| 7   | Defensa        | Layan Loor       | 0  | 0               | 0     | 0           | 0                  | 0                             | 0              |
| 8   | Centrocampista | Carlos Gruezo    | 4  | 123             | 0     | 1           | 0                  | 0                             | 0              |
| 9   | Centrocampista | John Yeboah      | 3  | 110             | 0     | 1           | 0                  | 0                             | 0              |
| 10  | Centrocampista | Kendry Páez      | 4  | 310             | 1     | 0           | 1                  | 0                             | 0              |
| 11  | Delantero      | Kevin Rodríguez  | 4  | 233             | 1     | 0           | 0                  | 0                             | 0              |
| 13  | Delantero      | Enner Valencia   | 3  | 192             | 0     | 0           | 1                  | 0                             | 1              |
| 14  | Delantero      | Alan Minda       | 4  | 74              | 1     | 0           | 0                  | 0                             | 0              |
| 15  | Centrocampista | Ángel Mena       | 2  | 24              | 0     | 0           | 0                  | 0                             | 0              |
| 16  | Delantero      | Jeremy Sarmiento | 4  | 304             | 1     | 0           | 1                  | 0                             | 0              |
| 17  | Defensa        | Ángelo Preciado  | 4  | 360             | 0     | 0           | 0                  | 0                             | 0              |
| 18  | Centrocampista | Joao Ortiz       | 0  | 0               | 0     | 0           | 0                  | 0                             | 0              |
| 19  | Delantero      | Jordy Caicedo    | 3  | 16              | 0     | 0           | 0                  | 0                             | 0              |
| 20  | Delantero      | Janner Corozo    | 1  | 0               | 0     | 0           | 0                  | 0                             | 0              |
| 21  | Centrocampista | Alan Franco      | 4  | 346             | 0     | 0           | 0                  | 0                             | 0              |
| 23  | Centrocampista | Moisés Caicedo   | 4  | 360             | 0     | 1           | 2                  | 0                             | 0              |
| 24  | Defensa        | José Hurtado     | 1  | 0               | 0     | 0           | 0                  | 0                             | 0              |
| 25  | Defensa        | Jackson Porozo   | 0  | 0               | 0     | 0           | 0                  | 0                             | 0              |
| 26  | Defensa        | Andrés Micolta   | 0  | 0               | 0     | 0           | 0                  | 0                             | 0              |

### Goleadores
| N.°   | Jugador          | Anotado | PJ | Prom. | Jugada | Cabeza | TL | Penal |
| ----- | ---------------- | ------- | -- | ----- | ------ | ------ | -- | ----- |
| 1     | Jeremy Sarmiento | 1       | 4  | 0.25  | 1      | 0      | 0  | 0     |
|       | Alan Minda       | 1       | 4  | 0.25  | 1      | 0      | 0  | 0     |
|       | Kendry Páez      | 1       | 4  | 0.25  | 0      | 0      | 0  | 1     |
|       | Kevin Rodríguez  | 1       | 4  | 0.25  | 0      | 1      | 0  | 0     |
|       | Piero Hincapié   | 1       | 4  | 0.25  | 1      | 0      | 0  | 0     |
| Total | Total            | 5       | 4  | 1.25  | 3      | 1      | 0  | 1     |

### Asistencias
| N.°   | Jugador        | Asistencia | Jugada | Cabeza | TL | SdE |
| ----- | -------------- | ---------- | ------ | ------ | -- | --- |
| 1     | Carlos Gruezo  | 1          | 1      | 0      | 0  | 0   |
|       | John Yeboah    | 1          | 1      | 0      | 0  | 0   |
|       | Moisés Caicedo | 1          | 1      | 0      | 0  | 0   |
| Total | Total          | 3          | 3      | 0      | 0  | 0   |

### Sanciones disciplinarias
| N.°   | Jugador          | Amonestado | Otorgado · Expulsado | Expulsado | Sanción   |
| ----- | ---------------- | ---------- | -------------------- | --------- | --------- |
| 1     | Moisés Caicedo   | 2          | 0                    | 0         |           |
| 2     | Enner Valencia   | 1          | 0                    | 1         | 1 partido |
| 3     | Jeremy Sarmiento | 1          | 0                    | 0         |           |
|       | Kendry Páez      | 1          | 0                    | 0         |           |
| Total | Total            | 5          | 0                    | 1         |           |